# Burggut Bruck

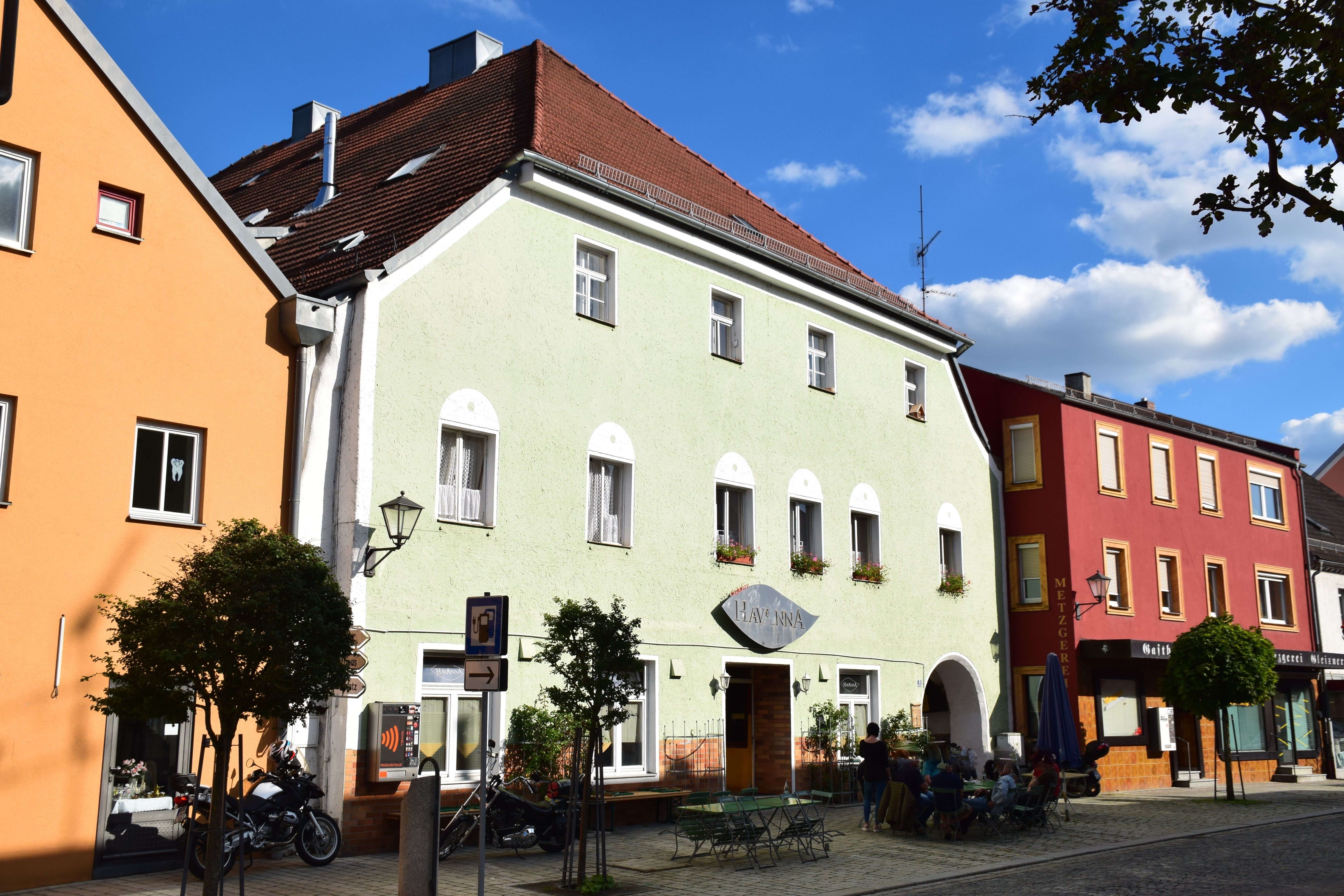
Burggut Bruck (2023)

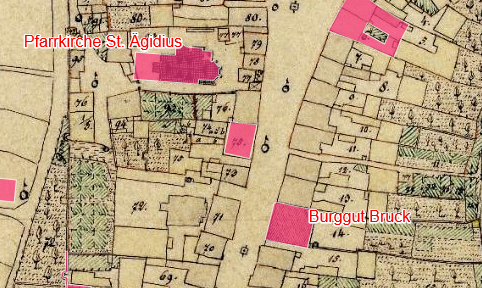
Lageplan von Burggut Bruck auf dem Urkataster von Bayern

Das Burggut Bruck, auch Schloss Bruck genannt, befindet sich in der oberpfälzischen Gemeinde Bruck in der Oberpfalz im Landkreis Schwandorf von Bayern. Es ist unter der Aktennummer D-3-76-117-5 als Baudenkmal verzeichnet. Die Anlage wird zudem als Bodendenkmal unter der Aktennummer D-3-6739-0151 als „mittelalterlicher und frühneuzeitlicher Adelssitz“ geführt.

## Geschichte
In der zweiten Hälfte des 12. Jahrhunderts saßen auf dem Burggut die bambergischen Ministerialen der Brucker als Burghüter. Seit dem Bestand des Marktes Bruck (25. April 1343) bestand die Funktion des Burggutes im Schutz und der Verteidigung des Marktes. Reymar der Jüngere von Schwarzenburg und seine Schwester Agnes trugen den Herzögen von Oberbayern Markt und Burggut Bruck als Lehen auf, d. h., sie stellten sich unter deren Schutz. Vermutlich hatte Herzog Ludwig II. kurz nach seiner Belehnung am 19. Juni 1269 mit der Vogtei über das Nittenauer Gebiet durch den Bamberger Bischof Berthold das Burggut an die Schwarzenburger als Lehen ausgegeben. Nach  dem Tod des Reimar von Schwarzenburg erbten seine Schwester und sein Schwager Ulrich von Satzenhofen Markt und Burggut und verkauften beides am 19. Juni 1345 an die Pfalzgrafen Ruprecht der Ältere und Ruprecht der Jüngere.
Als nächste Besitzer des Burggutes sind die Dürner zu Beginn des 16. Jahrhunderts urkundlich belegt. 1518 ist Hans Dürner Inhaber des Burggutes. Dieser verkaufte es 1527 an Hans Mangst zu Kulz und Weislitz. Nachfolger wurde sein Sohn Hans Wolf Mangst, der über seine Vormünder 1584 in der Landsassenmatrikel auftaucht. Die Vormünder (Johann Weyer, Hans Georg Knott, Hans Thomas Präckendorf) verkaufen am 20. Dezember 1591 das Burggut an den Nittenauer Bürger Georg Gierl. Dieser veräußerte das Burggut am 15. März 1597 an Peter von Görnitz und seine Hausfrau Anna Magdalena, geborene Ostermüncherin. Die Landsassenfreiheit erhielt er erst, nachdem er dem Landesherrn vertraglich zugesichert hatte, ihm mit einem Reisigen Pferdt gewertig zu sein. Seine Witwe heiratete den Christoph Balthasar von Weseneck. Nach deren Tod kam das Burggut an ihre Tochter, die es 1615 durch Heirat dem Wolf Eitel Pelkofer zubrachte. Von diesem erwarb es 1617 Hans Nordek, der um Nachlass des Landsassenabtrags ansuchte; vom Burggut heißt es im gleichen Jahr dazu: weilen es bishero in etlichen Jaren nit bewohnt, noch recht bestelt gewesen, auch den Feldern und sonst nicht bestellt worden … weil sonsten solch Gut keinen Pfennig Einkommen, weder nach Gülten, noch Zinsen, noch auch Untertanen hat. Nach dem Tod des Nordek († 1625) verkauften seine Erben das Burggut 1628 an Hans Sigmund von Leonprechting, Pfleger und Forstmeister zu Bruck. 1650 hat Hans Prantner, Gerichtsschreiber zu Bruck, dem Leonprechtinger das Burggut abgekauft und 1652 gehuldigt. Ihm folgte sein Sohn Martin Prantner, welcher am 31. Mai 1677 die Landsassenpflicht ablegte. 1729 ist Johan Emeram von Schott als Burghüter beglaubigt, 1732 seine Witwe Eva Barbara. Diese veräußerte das Burggut dem Kloster Walderbach. Da das Kloster hoch verschuldet war, wurde das Burggut Bruck am 30. Juni 1747 an Johann Stephan May(e)r aus Donauwörth verkauft. Von diesem ging das Burggut am 30. November 1755 an Johann Andre Unger, Pflegsverweser und Forstmeister zu Bruck. 
Nach dessen Tod († 1756) sind seine Erben in der Landsassenmatrikel eingetragen. Von diesen kaufte am 17. März 1768 Karl Graf von Thürheim von Stockenfels und Fischbach, Oberforstmeister und Kämmerer zu Bruck, das Burggut. Von diesem ging das Burggut bereits am 30. September 1768 auf dem Kaufweg an den Rentkammerrat Wenzel Arnold über. Am 9. Juni 1770 gab er es an Cornelius Wichart, Verwalter der Hofmark Schönsee und von Winklarn. Diesem folgte die Maria Freifrau von Jett, geborene Freiin von Sternbach. Da aus dem Burggut keine Einnahmen zu lukrieren waren, vertauschte sie es am 10. Dezember 1782 gegen das Gut Großetzenberg des Maximilian Joseph von Silbermann. 1789 ist dann Maria Theresia Freifrau von Gleißenthal zu Regenpeilstein hier ansässig, die den Besitz an ihre Cousine Maria Theresia von Klingensberg weitergab. Diese verkaufte das Burggut am 20. September 1794 dem Peter Freiherr von Vieregg, Oberforstmeister zu Bruck. Am 30. September 1807 wurde die Landsassenfreit des Burggutes eingezogen und die Jurisdiktion wurde dem Landgericht Wetterfeld übergeben. Freiherr von Vieregg wurde erlaubt, die Besitzungen des Burggutes zu „zertrümmern“, d. h. in Einzelteilen zu veräußern. Bei dem Burggutschlösschen ist ein Hinweis auf die spätere Lederfabrik angebracht. 